# 川崎博嗣
川崎 博嗣（かわさきひろつぐ、1958年（昭和33年）12月7日 - ）は、日本のアニメーター、映画監督。

## 経歴
東京芸術大学卒業、OH!プロへ入社。スタジオジブリを経て、現在はぴえろを中心に活動。

## 参加作品
- ミームいろいろ夢の旅（原画・第34話）
- とんがり帽子のメモル（原画・第1話）
- ルパン三世 PARTIII（原画・11話　14話　18話　21話　25話　31話　34話　39話　43話　49話）
- ルパン三世 バビロンの黄金伝説（原画）
- めぞん一刻（原画・76話）
- 天空の城ラピュタ（原画・C312～338：ドーラ一家との線路上での争い）

C1571～1596：前田真宏のラピュタ崩壊の破片の手伝い
（宮崎駿全書より）
- メイプルタウン物語（原画・35話　41話）
- デビルマン 誕生編（原画）
- AKIRA（原画、隔離された鉄雄にヌイグルミを模した怪物姿でちょっかいを出しに来た子供達のシーンから、鉄雄のイメージ、廊下の背景動画位まで）
- ピーターパンの冒険（作画監督　1~3話(共同)　5話(共同)　7~10話(共同)　12~13話(共同)　15~16話(共同)　18~19話(共同)　21~22話(共同)　24話(共同)　26話(共同)　30話　33話　36~37話(共同)　40~41話(共同)）
- ヴイナス戦記（原画）
- 雲のように風のように（原画）
- ロードス島戦記（原画 1話　3話　9話　10話　11話　12話　13話　絵コンテ　8話）
- 獣兵衛忍風帖（原画・冒頭の橋の上で襲われるところ、ラストの獣兵衛 vs 弦馬）
- ジョジョの奇妙な冒険（原画・13話）
- GHOST IN THE SHELL / 攻殻機動隊（原画・市場の後の少佐とテロリストとの格闘）
- るろうに剣心 -明治剣客浪漫譚-（原画・2話）
- SPRIGGAN（監督　絵コンテ　脚本）
- MASTERキートン（原画・13話）
- 青の6号（原画・4話）
- 天使になるもんっ!（原画・オープニング)
- カードキャプターさくら 封印されたカード（原画）
- メトロポリス（原画）
- X－エックス－（原画）
- パルムの樹（原画）
- たこやきマントマン（絵コンテ・演出・作画監督　34話B）
- スチームボーイ（原画）
- 劇場版 NARUTO -ナルト- 大活劇!雪姫忍法帖だってばよ!!（絵コンテ　原画）
- 劇場版 NARUTO -ナルト- 大激突!幻の地底遺跡だってばよ（監督・脚本・絵コンテ）
- ケモノヅメ（原画・8話）
- 劇場版 NARUTO -ナルト- 大興奮!みかづき島のアニマル騒動だってばよ（原画）
- 劇場版 NARUTO -ナルト- 疾風伝（絵コンテ（共同）・原画）
- 茄子 スーツケースの渡り鳥（原画）
- 鬼神伝（監督　脚本（共同）　絵コンテ（共同））
- 宇宙戦艦ヤマト2199（原画・25話）
- THE LAST -NARUTO THE MOVIE-（絵コンテ（共同）・原画）
- 暁のヨナ（原画・22話）
- 東京喰種トーキョーグール√A（原画・10話）
- BORUTO -NARUTO THE MOVIE-（原画）
- ディバインゲート（絵コンテ・7話、原画・12話）
- パズドラクロス（原画・32話）